# Олійники (Хмельницький район)
Олі́йники — село в Україні, у Теофіпольській селищній громаді Хмельницького району Хмельницької області. Населення становить 337 осіб. До 2020 орган місцевого самоврядування — Теофіпольська селищна рада.

## Географія
Селом протікає річка Случ. На захід від села розташована гідрологічна пам'ятка природи «Новоіванівська».
Відстань до центру громади становить близько 15 км і проходить автошляхом Т 2314.

## Історія
Олійники вперше згадуються в жовтні 1571 року у скарзі, зареєстрованій в Кременецькій гродській книзі, як власність київського воєводи, князя Костянтина Острозького. Назва села , очевидно, походить від прізвиська кустарів-ремісників, які займалися олійним промислом, так званих олійників.
7 (20) листопада 1917 року, відповідно до.Третього Універсалу Української Центральної Ради, увійшло до складу Української Народної Республіки.
12 червня 2020 року, відповідно до розпорядження Кабінету Міністрів України № 727-р «Про визначення адміністративних центрів та затвердження територій територіальних громад Хмельницької області», увійшло до складу Теофіпольської селищної громади.
19 липня 2020 року, в результаті адміністративно-територіальної реформи та ліквідації Теофіпольського району, село увійшло до складу Хмельницького району.